# NGC 3758
NGC 3758 is een spiraalvormig sterrenstelsel in het sterrenbeeld Leeuw. Het hemelobject werd op 18 maart 1874 ontdekt door de Britse astronoom Ralph Copeland.

## Synoniemen
- MCG 4-27-73
- MK 739
- ZWG 126.110
- IRAS11338+2152
- PGC 35905